# تپه چیا کره کال ۲
تپه چیا کره کال ۲ مربوط به عصر مس است و در شهرستان کوهدشت، بخش کونانی، ۵۰۰ متری شمال شرقی سوله ورزشی شهر کونانی واقع شده و این اثر در تاریخ ۱۸ اسفند ۱۳۸۷ با شمارهٔ ثبت ۲۵۲۳۶ به‌عنوان یکی از آثار ملی ایران به ثبت رسیده است.